# Majowe gwiazdy
Majowe gwiazdy (cz. Májové hvězdy, ros. Майские звёзды) – czechosłowacko-radziecki czarno-biały wojenny dramat filmowy z 1959 w reżyserii Stanisława Rostockiego.

## Opis fabuły
Akcja filmu rozgrywa się w maju 1945 roku. Żołnierze radzieccy wyzwalają Pragę. Ludzie pamiętają życie przedwojenne, chętnie spotykają się z bliskimi i przysięgają, że na zawsze zachowają spokój i ciszę na Ziemi.

## Obsada
- Aleksandr Chanow jako generał
- Michal Staninec jako Dušan
- Jana Dítětová jako matka Dušana
- Zdeněk Dítě jako tata Dušana
- Ladislav Pešek jako dyrektor szkoły
- Jana Brejchová jako Jana, nauczycielka
- Wiaczesław Tichonow jako lejtnant Andriej Rukawiczkin
- Michaił Pugowkin jako starszina Iwanow
- Miloš Nedbal jako Novák
- Leonid Bykow jako czołgista Alosza
- Nikołaj Kriuczkow jako żołnierz
- František Kreuzmann jako kierowca
- Marta Májová jako staruszka
- Jurij Biełow jako Biełow, adiutant generała
- Věra Kalendová jako gospodyni
- Walentin Zubkow jako żołnierz
- František Vnouček jako właściciel domu
- Marie Nademlejnská jako sąsiadka Nováka
- Václav Trégl jako jąkający się mężczyzna
- Marie Ježková jako Bradáčová
- Karel Effa jako monter
- Jiřina Bohdalová jako kobieta w tramwaju
- Lubomír Kostelka jako gwardzista